# ناقل أحادي الأمين الحويصلي 1
ناقل أحادي الأمين الحويصلي 1 (VMAT1) ويعرف كذلك بناقل أمين الحبيبة أليفة الكروم (CGAT) أو عائلة حامل المذاب 18 العنصر 1 (SLC18A1) هو بروتين يشفَّر لدى البشر بواسطة الجين SLC18A1. ‏ VMAT1 هو بروتين غشائي مدمج يتم إدماجه في الحويصلات المشبكية ويعمل على نقل النواقل العصبية أحادية الأمين مثل: النورأدرينالين، الأدرينالين، الدوبامين، والسيروتونين بين العصارة الخلوية والحويصلات المشبكية. VMAT1 هو نظير بروتيني لناقل أحادي الأمين الحويصلي.

## الاكتشاف
نشأت فكرة أنه لابد من وجود بروتينات ناقلة خاصة بنقل أحاديات الأمين والأسيتيل كولين عند اكتشاف مثبطات خاصة أعاقت عملية النقل العصبي لأحاديات الأمين وكذلك استنفذت أحاديات الأمين في أنسجة الخلايا العصبية الصماء. اكتُشف بروتينا VMAT1 وناقل أحادي الأمين الحويصلي 2 أول مرة لدى الجرذان عقب استنساخ دنا متمم لبروتيناتٍ منحت خلايًا مستقبلةً لتراكمات غير أمينية القدرةَ على عزل ومراكمة أحاديات الأمين. وبعد ذلك استُنسخت نواقل أحادي الأمين الحويصلية البشرية باستخدام مكتبات دنا متمم بشرية مع جعل نظائر الجردان مسابيرا جزيئية، وأجريت مقايسات استرداد أمين في خلايا مغايرة للتأكد من خصائص النقل.

## روابط خارجية
- Vesicular+Monoamine+Transporter+1 في المكتبة الوطنية الأمريكية للطب نظام فهرسة المواضيع الطبية (MeSH).